# Witchblade (anime)
Witchblade est un anime du studio Gonzo Digimation basé sur le comic éponyme créée par Marc Silvestri. Cette adaptation de Witchblade est très différente de la version américaine. La seule ressemblance majeure étant la Witchblade, une arme ancienne d'une puissance grandiose. Tous les personnages et le reste de l'histoire sont entièrement différents de la version américaine, ce qui a attiré certaines protestations des fans du comic américain.

## Synopsis
À la suite d'un gigantesque séisme qui a détruit une grande partie de Tokyo, une jeune femme a été découverte à l'épicentre, vivante et portant un bébé, mais totalement amnésique. Six ans après, la jeune femme, qui a pris le nom d'Amaha Masane, revient à Tokyo, avec l'enfant supposée être sa fille, Rihoko. Mais elles sont suivies par une agence gouvernementale, l'Agence Enfance Bien-Être, qui estime Masane incapable de s'occuper de Rihoko malgré l'immense amour qui les lie.
Masane s'avère être porteuse d'un étrange bracelet, la Witchblade, qui la transforme en possédée assoiffée de combat. Engagée par la société Douji, elle apprend à lutter contre les X-cons et les I-weapons, qui sont des machines de guerre, mais aussi contre les Sœurs, des femmes génétiquement triées sur le volet, porteuses des Cloneblade, des copies artificielles de la Witchblade. Elle doit également apprendre à maitriser son pouvoir, car la puissance de la Witchblade est telle qu'elle détruit sa porteuse.
Voir le comic Witchblade.

## Personnages
Masane Amaha: cette jeune femme de 23 ans (elle avait environ 17 ans lors du grand séisme) se découvre porteuse de la Witchblade. Elle a totalement oublié son identité. Ayant découvert un carnet de maternité et un bébé près d'elle lors du désastre, on a alors supposé que l'enfant était le sien. Elle a alors reçu un nouveau nom et vécu pendant 6 ans dans un foyer. Masane et sa fille se sont alors installées à Tokyo. Elle se trouve alors engagée par l'entreprise Douji, sa tâche étant de trouver et détruire les X-cons.
Masane est une jeune femme encore assez immature, beaucoup moins responsable que sa fille, terrorisée par les effets de la Witchblade, mais mère avant tout et prête à tout pour protéger et garder son enfant.
Rihoko Amaha: surnommée "Riko" par sa mère et ses amis, c'est une petite fille de 6 ans très débrouillarde, capable de faire la cuisine et le ménage, de préparer des remèdes contre la gueule de bois des adultes et de faire les courses toute seule. Elle n'a peur que d'une chose, c'est d'être séparée de sa mère qu'elle adore.
Reiji Takayama: c'est le directeur de Douji, l'entreprise pour qui Masane travaille en tant que "tueuse" de X-cons. Il a un caractère assez taciturne, voire grognon par moments, et garde toujours son sang-froid dans les situations les plus tendues. Malgré la maladresse de Masane, il se trouve attiré par elle. 6 ans auparavant, il a eu une liaison avec Reina Soho. Il est le père biologique de Rihoko.
Furumitsu: surnommé "Père" par les médias, il est officiellement le directeur de l'Agence Enfance Bien-Être. Ses activités secrètes sont moins respectables: il cherche à s'emparer de la Witchblade et à créer une nouvelle race humaine, les Néogènes, à partir de son propre patrimoine génétique
Reina Soho: Reina est une Néogène de la 1re génération, c'est-à-dire une femme créée à partir du patrimoine génétique de Père. Elle fait également partie des mères de la 2e génération de Néogènes. Reina porte une Cloneblade, la copie artificielle de Witchblade. Quand elle est transformée, on la surnomme "Lady". Reina a longtemps été la Néogène la plus apte à porter la Witchblade (6 ans auparavant), mais son taux de compatibilité a chuté depuis. C'est elle qui, en volant la Witchblade 6 ans auparavant, a libéré accidentellement le pouvoir de cette arme et provoqué le grand séisme. Elle est la mère biologique de Rihoko, ayant voulu faire une expérience de maternité naturelle. Elle vit d'ailleurs tous les événements de sa vie comme des expériences scientifiques.
Maria: c'est une Néogène de la 2e génération, sa mère étant Reina et son père Furumitsu (qui est déjà le père de Reina). La consanguinité peut expliquer le caractère instable et l'immaturité de Maria ainsi que sa violence: Maria veut tout, tout de suite, et ne supporte pas la moindre contrariété. C'est ainsi qu'elle entre dans une rage folle de jalousie en découvrant que Reina a une autre enfant. Côté port de Cloneblade, en revanche, Maria est une réussite, sa puissance dépassant celle de toutes les Néogènes. Maria reste malgré tout dans son âme une petite fille, qui veut rencontrer sa maman.
Tozawa Yusukê: photographe, il s'intéresse aux morts provoquées par les X-cons ainsi qu'au projet Cloneblade et à Masane. Il rencontre Rihoko quand celle-ci s'évade de l'Agence Enfance Bien-Être. Il est un peu amoureux de Masane.
Segawa: secrétaire de Reiji Takayama
Shiori: Néogène de 1re génération, porteuse d'une Cloneblade, le pouvoir de celle-ci finit par la pousser à tuer sans raison, puis par la cristalliser.
Nora: Néogène de 1re génération, elle est tuée par Lady en essayant d'enlever Rihoko pour étudier son potentiel de compatibilité avec la Witchblade
Aoi: Néogène de 2e génération, elle a un physique assez enfantin et est très dévouée à Maria. Elle porte elle aussi une Cloneblade
Asagi: Néogène de 2e génération, elle se reconnaît à son air perpétuellement absent, mais a l'art de poser les questions qui dérangent.
Docteur Nishida: C'est une scientifique qui travaille pour Furumitsu. Elle dirige le laboratoire de recherche sur la Witchblade et les Néogènes: elle est donc la "créatrice" de ces dernières. Elle est fascinée par le pouvoir de Witchblade et rêve de pouvoir l'étudier à son aise, sans que quiconque limite ses travaux.
Mariko: tenancière d'un café (Marry's gallery), elle loue également des chambres à Masane, Tozawa et quelques autres
Chô: ami assez âgé de Rihoko, il est attiré par Masane (enfin, par son tour de poitrine!). C'est aussi un as du piratage informatique.
Naomi: diseuse de bonne aventure logeant et travaillant dans le café de Mariko. Elle est très timide
Michael: colosse habitant à Marry's gallery, on ne l'entend jamais parler.
Wadou: rival professionnel de Reiji Takayama, il veut sans cesse le dépasser, lui prendre sa place à la tête de Douji et créer une nouvelle Cloneblade qui dépasserait toutes les autres. Sa jalousie s'exerce dans toutes les occasions possibles, depuis les matchs à la vodka jusqu'à la direction de Douji, mais c'est elle qui va également lui faire commettre de graves erreurs.

## Censure
La version diffusée sur les ondes de télévision japonaises a connu beaucoup de censure, du fait que l'habillement de Amaha Masane une fois transformé par la Witchblade révélait trop de peau. Des teintes noires ont été ajoutées aux endroits révélant de la peau (comme sur le décolleté) pour régler le problème. Certaines scènes furent même entièrement redessinés. Aussi, certaines scènes lesbiennes impliquant Shiori et Reina ont été retirées de la version japonaise. Toutefois, la version sur DVD ne compte aucune censure ainsi que la version américaine. Aux États-Unis, la série est classée MA-17, en raison de l'absence de censure.

## Fiche technique
- Année : 2006
- Réalisation : Yoshimitsu Ohashi
- Character design : Uno Makoto
- Directeur artistique : Junichi Azuma
- Directeur de l'animation :
- Créateur original : Marc Silvestri, Michael Turner
- Musique : Kazunori Miyake, Masanori Takumi
- Animation : Gonzo Digimation
- Nombre d'épisodes : 24
- Date de première diffusion au Japon : avril 2006

## Doublage
|                     | Japonais         | Français     | Anglais              |
| ------------------- | ---------------- | ------------ | -------------------- |
| Rihoko "Rico" Amaha | Akemi Kanda      | (non doublé) | Carrie Savage        |
| Masane Amaha        | Mamiko Noto      | (non doublé) | Jamie Marchi         |
| Yuusuke Tozawa      | Masaya Matsukaze | (non doublé) | Robert McCollum      |
| Reina "Lady" Soho   | Mie Sonozaki     | (non doublé) | Colleen ClinkenBeard |
| Reiji Takayama      | Rikiya Koyama    | (non doublé) | Mark Stoddart        |
| Shiori Tsuzuki      | Shizuka Itō      | (non doublé) | Trina Nishimura      |